# Satna
Satna là một thành phố và là nơi đặt hội đồng thành phố (municipal corporation) của quận Satna thuộc bang Madhya Pradesh, Ấn Độ.

## Địa lý
Satna có vị trí 24°35′B 80°50′Đ / 24,58°B 80,83°Đ Nó có độ cao trung bình là 315 mét (1033 feet).

## Nhân khẩu
Theo điều tra dân số năm 2001 của Ấn Độ, Satna có dân số 225.468 người. Phái nam chiếm 53% tổng số dân và phái nữ chiếm 47%. Satna có tỷ lệ 70% biết đọc biết viết, cao hơn tỷ lệ trung bình toàn quốc là 59,5%: tỷ lệ cho phái nam là 76%, và tỷ lệ cho phái nữ là 62%. Tại Satna, 15% dân số nhỏ hơn 6 tuổi.